# Mini John Cooper Works WRC
A Mini John Cooper Works WRC a Mini WRC Team-el debütált a 2011-es rali-világbajnokságon. Ez az első Mini által tervezett WRC rali autó az 1960-as évek óta. A 2011-es szezont teszteléssel töltötték azzal a céllal, hogy 2012-ben már az egész bajnokságon részt vegyenek a Prodrive működtetése alatt, amely korábban a Subaru gyári istállóját is működtette.
A WRC autó alapja a Mini Countryman és egy 1,6 literes közvetlen befecskendezéses turbómotor. A motort a BMW Motorsport fejlesztette ki, melyet több motorsport sorozatban is használt, beleértve a Túraautó-világbajnokságot (BMW 320 TC) is.

## Galéria

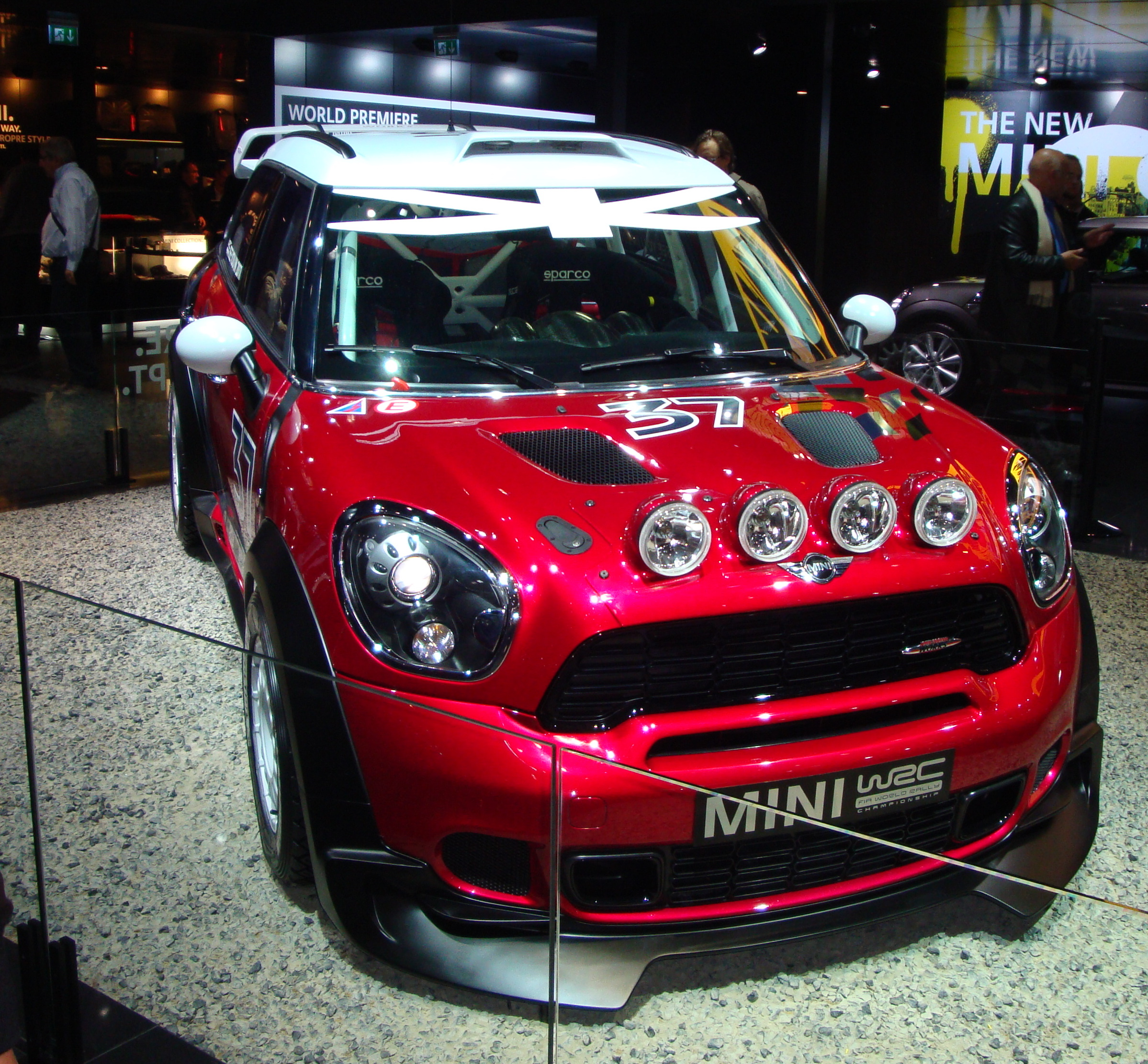
John Cooper Works WRC Párizsban 2010-ben
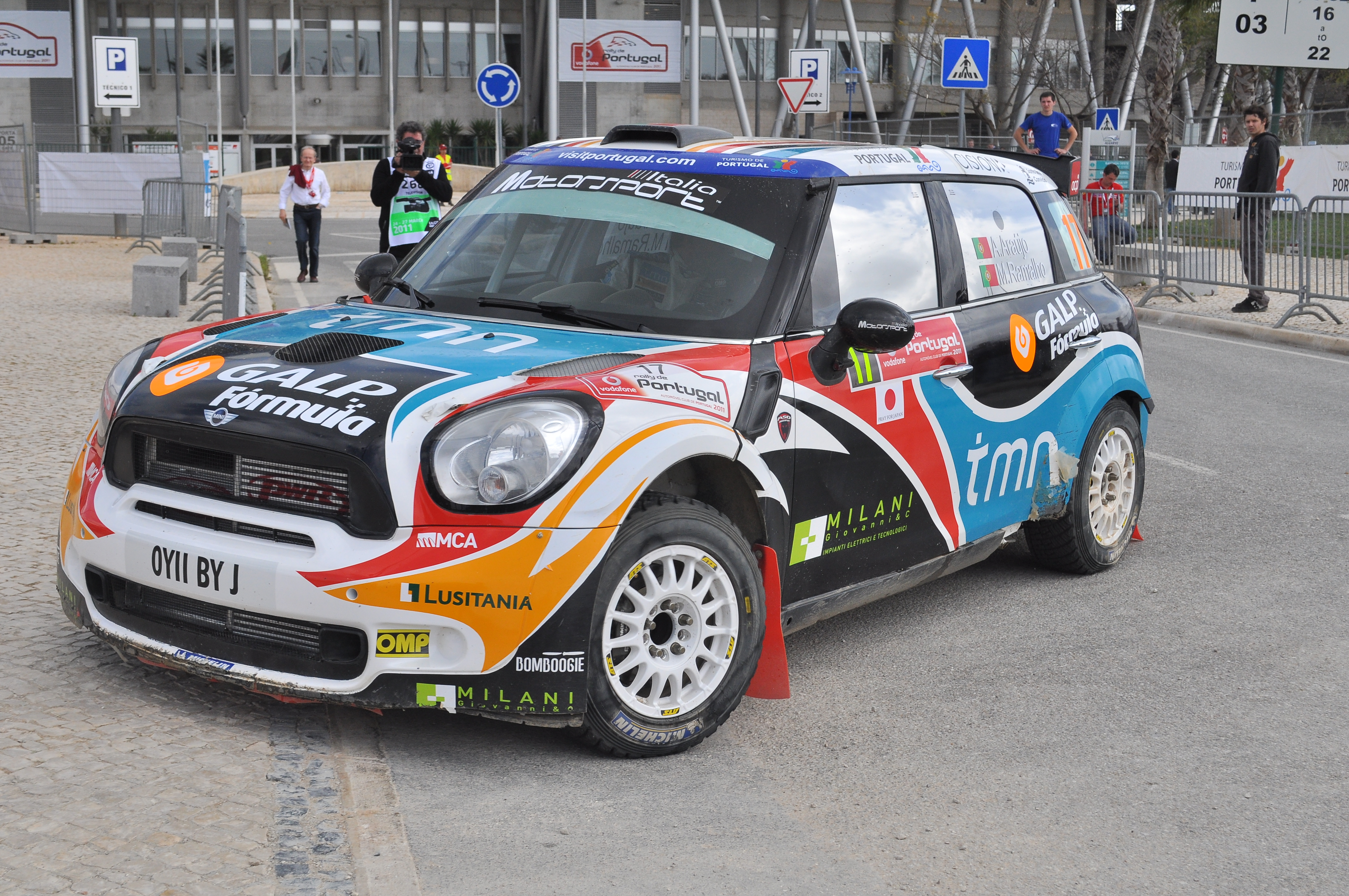
Armindo Araújo S2000-es modellje a 2011-es portugál ralin
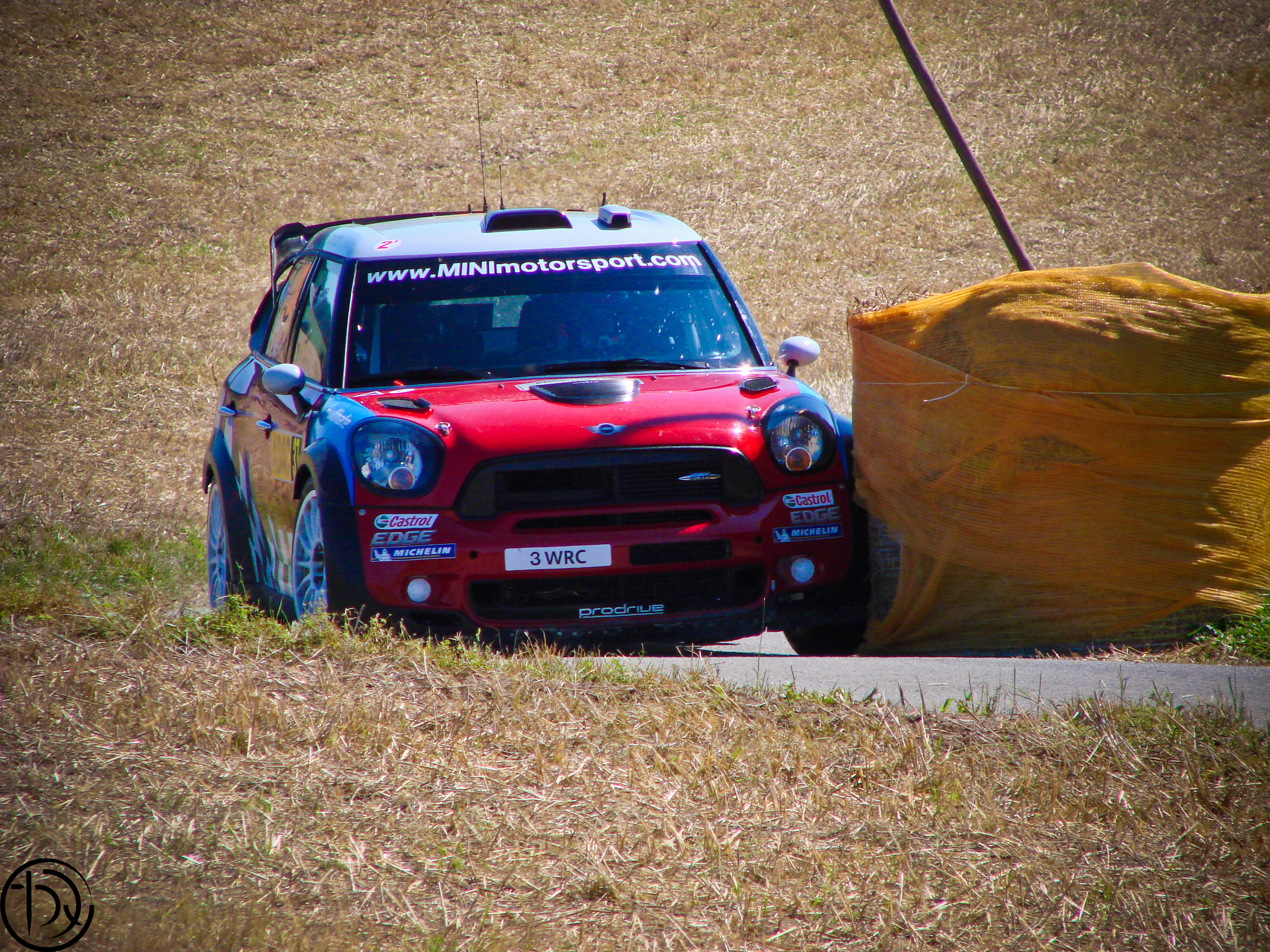
Dani Sordo a 2011-es Német ralin, melyen harmadik lett